# P-15 Tropa
P-15 "Tropa" (tiếng Nga: "Тропа"; tiếng Anh: "trail"; tiếng Việt: "đường mòn") hay 1RL12 (tên ký hiệu NATO "Flat Face A") là một radar UHF 2D được phát triển bởi Liên Xô và được nhiều quốc gia trên thế giới sử dụng. Đây là loại ra đa giám sát, bắt mục tiêu và cung cấp thông tin cho hệ thống tên lửa, tầm quét 150 km. P-15 là một radar có tính cơ động cơ và với anten được đặt trực tiếp trên một xe tải Zil-157 được sử dụng để vận chuyển và hệ thống có thể được triển khai trong thời gian chưa đến 10 phút. Radar có thể nhanh chóng dịch tần số của mình lên một trong bốn tần số ấn định trước để tránh nhiễu chủ động, nhiễu thụ động bị loại bỏ bởi một bộ lọc doppler liên kết.

## Phát triển
Vào năm 1952, SRI-244 bắt đầu phát triển radar cảnh báo sớm P-15, năm 1955 radar đã vượt qua các cuộc nghiệm thu cấp nhà nước và được chấp nhận trang bị cho các đơn vị phòng không của Lực lượng vũ trang Xô viết. P-15 được thiết kế để phát hiện máy bay bay ở độ cao thấp và kết hợp với tổ hợp tên lửa phòng không S-125 "Neva" (NATO: SA-3 "Goa"), sau này P-15 được thay thế bởi radar P-15M2 "Squat Eye" gắn một anten radar đơn trên một cột 20-30 mét để nâng cao tầm bao phủ.
Năm 1959, radar P-15M "đường mòn" hiện đại hóa được thông qua sau các chương trình thử nghiệm cấp nhà nước, P-15M hiện đại được dùng để thay thế các thiết bị radar lỗi thời. Năm 1962, một phiên bản hiện đại hóa khác của P-15 cũng đã được thông qua các cuộc nghiệm thu là P-15N, phiên bản radar này được phát triển và sản xuất tại Nhà máy cơ khí Ulyanovsk. P-15N được trang bị một máy thu độ nhạy cao nhằm tăng tầm phát hiện mục tiêu và một bộ khuếch đại mới cho máy phát. Các cải tiến thêm được thực hiện vào năm 1970 khi P-15MN được thông qua các cuộc nghiệm thu, P-15MN bao gồm một bộ lọc doppler liên kết xung (bộ chỉ mục tiêu di động) để loại bỏ vệt dội tạp radar thụ động (lên tới 50 dB), radar đầu tiên được triển khai hoạt động tại Liên Xô. Cuối cùng vào năm 1974, P-15 được hiện đại hóa và mang tên gọi mới, đó là P-19 "Danube" cũng còn được gọi là 1RL134 (NATO: Flat Face B).

## Miêu tả

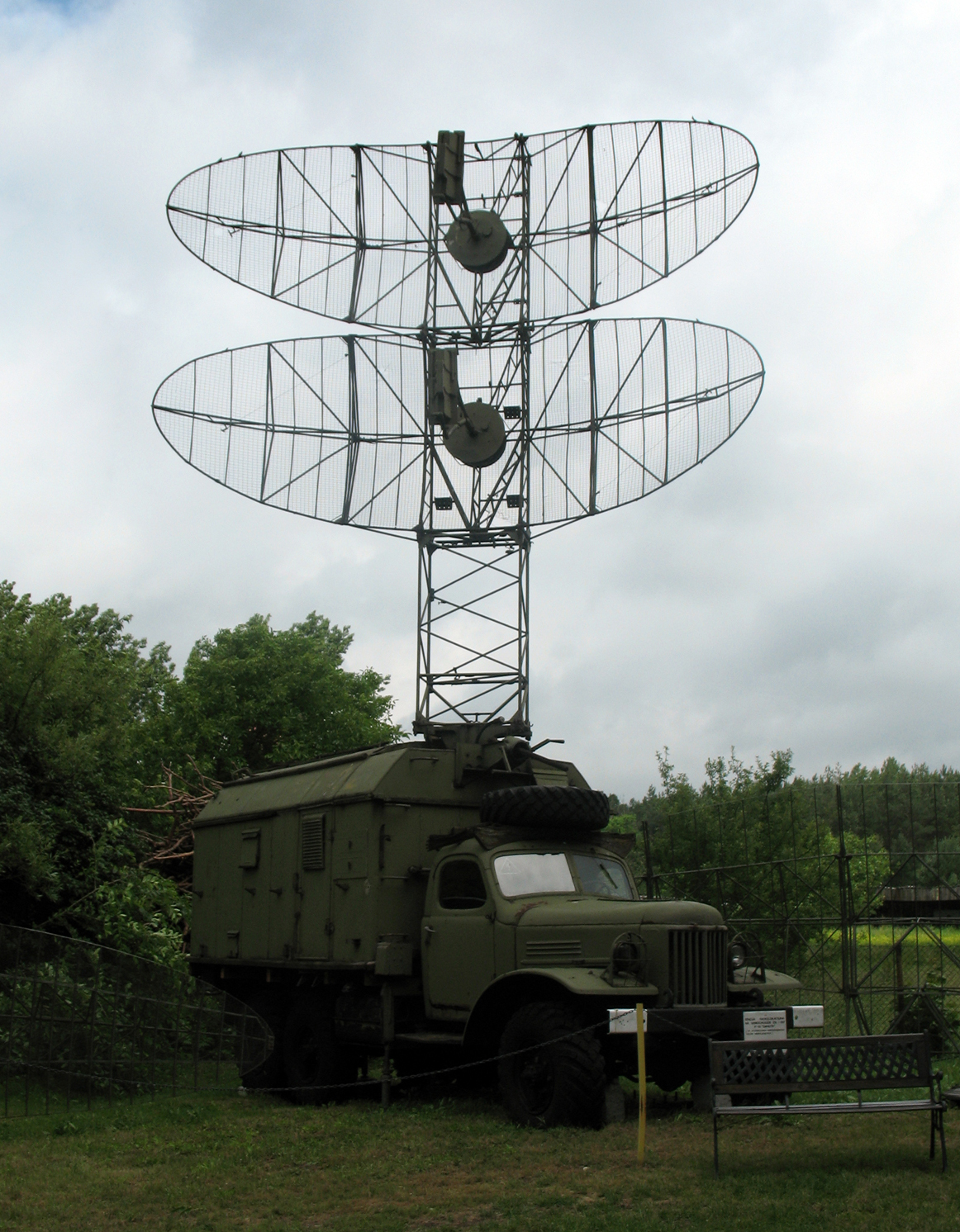
Radar P-15

P-15 là một radar có tính cơ động cơ và với anten được đặt trực tiếp trên một xe tải Zil-157 được sử dụng để vận chuyển và hệ thống có thể được triển khai trong thời gian chưa đến 10 phút.. P-15 sử dụng hai anten parabol elip khung mở thực hiện đồng thời cả phát và thu tín hiệu, mỗi anten có nguồn nuôi riêng. Radar có thể nhanh chóng dịch tần số của mình lên một trong bốn tần số ấn định trước để tránh nhiễu chủ động, nhiễu thụ động bị loại bỏ bởi một bộ lọc doppler liên kết. Góc phương bị được xác định bởi máy quét đi kèm với một đài đo cao PRV-11 (NATO: "Side Net") sử dụng để xác định độ cao mục tiêu. Một radar thứ cấp cho IFF thường được sử dụng kết hợp với P-15, thường gọi là 1L22 "Parol".

## Quốc gia sử dụng
P-15 được sử dụng tại Liên Xô từ năm 1955 và dù đã trở thành lỗi thời nhưng nó vẫn được chia cho các quốc gia thành viên sau khi Liên Xô sụp đổ, hiện nay P-15 được thay thế phần lớn bằng P-19.